# 永康県 (朝陽市)
永康県（えいこう-けん）は中華人民共和国遼寧省にかつて存在した県。現在の朝陽市朝陽県南西部に相当する。
遼代に設置され、金代に廃止された。
金代から元代にかけて設置された永康県とは別の行政区画である。